# «Торонто Мейпл Лифс» в сезоне 2005/2006
Сезон 2005/06 для «Торонто Мейпл Лифс» в Национальной хоккейной лиге стал 88-м. Весь прошлый сезон был отменен из-за локаута. Команда впервые с момента переезда в Восточную конференцию в 1998 году не смогла попасть в плей-офф, заняв девятое место в конференции. Отставание от восьмого места, дающего право играть в плей-офф, составило всего два очка.

## Межсезонье
Сезон 2004/05 был полностью пропущен из-за локаута, но к началу нового сезона коллективное соглашение между лигой, владельцами клубов и профсоюзом игроков не было подписано. По новому договору предлагалось введение потолка зарплат, ограничение срока получения игроком статуса свободного агента. Потолок зарплат планировался на уровне 39 миллионов долларов, с постепенным увеличением в следующих сезонах. Такое ограничение могло сильно ударить по богатым клубам, таким как «Торонто», «Детройт Ред Уингз» или «Филадельфия Флайерз». Возраст получения статуса неограниченного свободного агента снижался до 27 лет, а срок получения такого статуса составлял семь лет, то есть если игрок выступает за клуб с 18 лет, то неограниченно свободным агентом он может стать уже в 25 лет.
Изменения также коснулись и правил игры: теперь вратарь не мог трогать шайбу в углах площадки; Размеры вратарских щитков уменьшились. Игрок, спровоцировавший драку в последние 10 минут игры, должен быть дисквалифицирован на одну игру. При повторении наказание удваивалось, а тренер команды при этом получал штраф в размере 10000 долларов.
Из-за введения потолка зарплат команду покинули Гэри Робертс, Джо Ньювендайк и Александр Могильный, получив статус неограниченно свободных агентов. Оуэн Нолан, который был травмирован на протяжении всего локаутного сезона, требовал от команды продления его контракта и на новый сезон 2005/06, но генеральный менеджер «Торонто» Джон Фергюсон-младший заявил, что Нолан получил не связанную с хоккеем травму и поэтому он становится неограниченно свободным агентом.
На драфте НХЛ 2005 года у «Торонто» было право выбора в пяти раундах из семи. Право выбора во втором раунде «Лифс» отдали «Нью-Йорк Рейнджерс» в обмен на защитника Брайана Лича 3 марта 2004 года, а выбор в четвертом раунде — «Каролине Харрикейнз» в обмен на нападающего Рона Фрэнсиса 9 марта 2004 года. Оба этих хоккеиста к началу сезона команду покинули — Лич перешел в «Бостон», а Фрэнсис завершил карьеру игрока. Еще один выбор в седьмом раунде был получен в виде компенсации за переход свободного агента Тома Фицджеральда.

## Регулярный сезон
Всего в 82 матчах регулярного чемпионата команда набрала 90 очков, что составляет 54,88 % от максимально возможного. В 41 игре команда одерживала победу, и 41 раз проигрывала (из них 8 раз в овертайме). Результативность команды составила 3.13 шайбы за игру (всего 257 шайб), а пропускала команда в среднем 3.29 шайбы (всего 270).

## Состав команды
| №  | Имя игрока            | Позиция | Страна    |
| -- | --------------------- | ------- | --------- |
| 41 | Джейсон Эллисон       | Ц       | Канада    |
| 80 | Николай Антропов      | П       | Казахстан |
| 30 | Жан-Себастьян Обен    | В       | Канада    |
| 3  | Уэйд Белак            | П       | Канада    |
| 20 | Эд Белфор             | В       | Канада    |
| 36 | Брендан Белл          | З       | Канада    |
| 8  | Аки Берг              | З       | Финляндия |
| 45 | Карло Колаяково       | З       | Канада    |
| 21 | Мариуш Черкавски      | П       | Польша    |
| 28 | Тай Доми              | П       | Канада    |
| 43 | Джей Харрисон         | З       | Канада    |
| 15 | Томаш Каберле         | З       | Чехия     |
| 25 | Александр Хаванов     | З       | Россия    |
| 18 | Чед Килгер            | Л       | Канада    |
| 22 | Кен Кли               | З       | США       |
| 44 | Стаффан Кронвалл      | З       | Швеция    |
| 88 | Эрик Линдрос          | Ц       | Канада    |
| 24 | Брайан Маккейб        | З       | Канада    |
| 92 | Джефф ОНилл           | П       | Канада    |
| 46 | Бен Ондрус            | П       | Канада    |
| 26 | Нэтан Перро           | П       | Канада    |
| 53 | Джон Поль             | Ц       | США       |
| 23 | Алексей Поникаровский | Л       | Украина   |
| 22 | Люк Ричардсон         | З       | Канада    |
| 14 | Мэтт Стэйджан         | Ц       | Канада    |
| 10 | Александр Стин        | Л       | Канада    |
| 19 | Александр Суглобов    | П       | Россия    |
| 13 | Матс Сундин           | Ц       | Швеция    |
| 32 | Микаэль Теллквист     | В       | Швеция    |
| 16 | Дарси Такер           | П       | Канада    |
| 42 | Кайл Уэллвуд          | Ц       | Канада    |
| 37 | Йан Уайт              | З       | Канада    |
| 48 | Джереми Уильямс       | Ц       | Канада    |
| 39 | Кларк Уильм           | Ц       | Канада    |
| 56 | Энди Возневски        | З       | США       |

## Изменения в составе

### Свободные агенты
| Дата             | Игрок            | Прежний клуб       |
| ---------------- | ---------------- | ------------------ |
| 5 августа 2005   | Джейсон Эллисон  | Лос-Анджелес Кингз |
| 11 августа 2005  | Эрик Линдрос     | Нью-Йорк Рейнджерс |
| 10 сентября 2005 | Мариуш Черкавски | Юргорден           |

| Дата         | Игрок               | Новый клуб        |
| ------------ | ------------------- | ----------------- |
| 2 июля 2005  | Гэри Робертс        | Флорида Пантерс   |
| 4 июля 2005  | Джо Ньювендайк      | Флорида Пантерс   |
| 11 июля 2005 | Александр Могильный | Нью-Джерси Девилз |

### Обмены
| Дата          | В Торонто             | Из клуба             | Взамен                                          |
| ------------- | --------------------- | -------------------- | ----------------------------------------------- |
| 30 июля 2005  | Джефф О’Нилл          | Каролина Харрикейнз  | условный выбор в 2006                           |
| 6 ноября 2005 | условный выбор в 2006 | Даллас Старз         | Натан Перротт                                   |
| 8 марта 2006  | Люк Ричардсон         | Коламбус Блю Джекетс | выбор в 5 раунде 2006 или выбор в 4 раунде 2007 |
| 8 марта 2006  | Александр Суглобов    | Нью-Джерси Девилз    | Кен Кли                                         |

### Контракты
| Дата             | Имя                   | Сумма    | Длительность |
| ---------------- | --------------------- | -------- | ------------ |
| 1 августа 2005   | Эд Бельфор            | 5,6 млн  | [ 11 ]       |
| 1 августа 2005   | Микаэль Теллквист     | 450.000  | [ 11 ]       |
| 1 августа 2005   | Брайан Маккейб        | 3,5 млн  | [ 11 ]       |
| 1 августа 2005   | Томаш Каберле         | 2,98 млн | [ 11 ]       |
| 1 августа 2005   | Кен Кли               | 1,9 млн  | [ 11 ]       |
| 1 августа 2005   | Матс Сундин           | 6,8 млн  | [ 11 ]       |
| 1 августа 2005   | Дарси Такер           | 1,6 млн  | [ 11 ]       |
| 1 августа 2005   | Джефф О’Нилл          | 1,5 млн  | [ 11 ]       |
| 1 августа 2005   | Мэтт Стэйджан         | 805.000  | [ 11 ]       |
| 1 августа 2005   | Чед Килгер            | 475.000  | [ 11 ]       |
| 1 августа 2005   | Алексей Поникаровский | 450.000  | [ 11 ]       |
| 5 августа 2005   | Джейсон Эллисон       | 4,5 млн  | 1 год        |
| 5 августа 2005   | Тай Доми              | 2,5 млн  | 2 года       |
| 11 августа 2005  | Эрик Линдрос          | 1,55 млн | 1 год        |
| 10 сентября 2005 | Мариуш Черкавски      |          | 1 год        |

### Драфт НХЛ
| Раунд | Общий номер | Игрок               | Национальность |
| ----- | ----------- | ------------------- | -------------- |
| 1     | 21          | Туукка Раск (В)     | Финляндия      |
| 3     | 82          | Фил Орескович (З)   | Канада         |
| 5     | 153         | Алекс Берри (ПН)    | США            |
| 6     | 173         | Юхан Дальберг (Н)   | Швеция         |
| 7     | 216         | Антон Строльман (З) | Швеция         |
| 7     | 228         | Чед Рау (ЦН)        | США            |